# المسجد الأحمر (بيرات)
المسجد الأحمر (بالألبانية: Xhamia e Kuqe)‏ هو مسجد في بيرات، ألبانيا. وهو من النصب الثقافية التذكارية لألبانيا منذ عام 1961.

## التاريخ
وفقا للمستكشف العثماني أوليا جلبي (1611-1682), تم بناء المسجد في عهد بايزيد الثاني في القرن الخامس عشر وكان واحدا من أقدم المساجد في البلاد. وقد شيد بعد وقت قصير من دخول العثمانيين إلى بيرات عام 1417. أقدم التواريخ المدونة من 1431/1432. الأسماء الأصلية للمسجد هي مسجد الحاكم ومسجد الفتح.
المسجد كان يستخدم من قبل قوافل عبور القارة وفي وقت لاحق من قبل الجيش التركي.

## الوصف

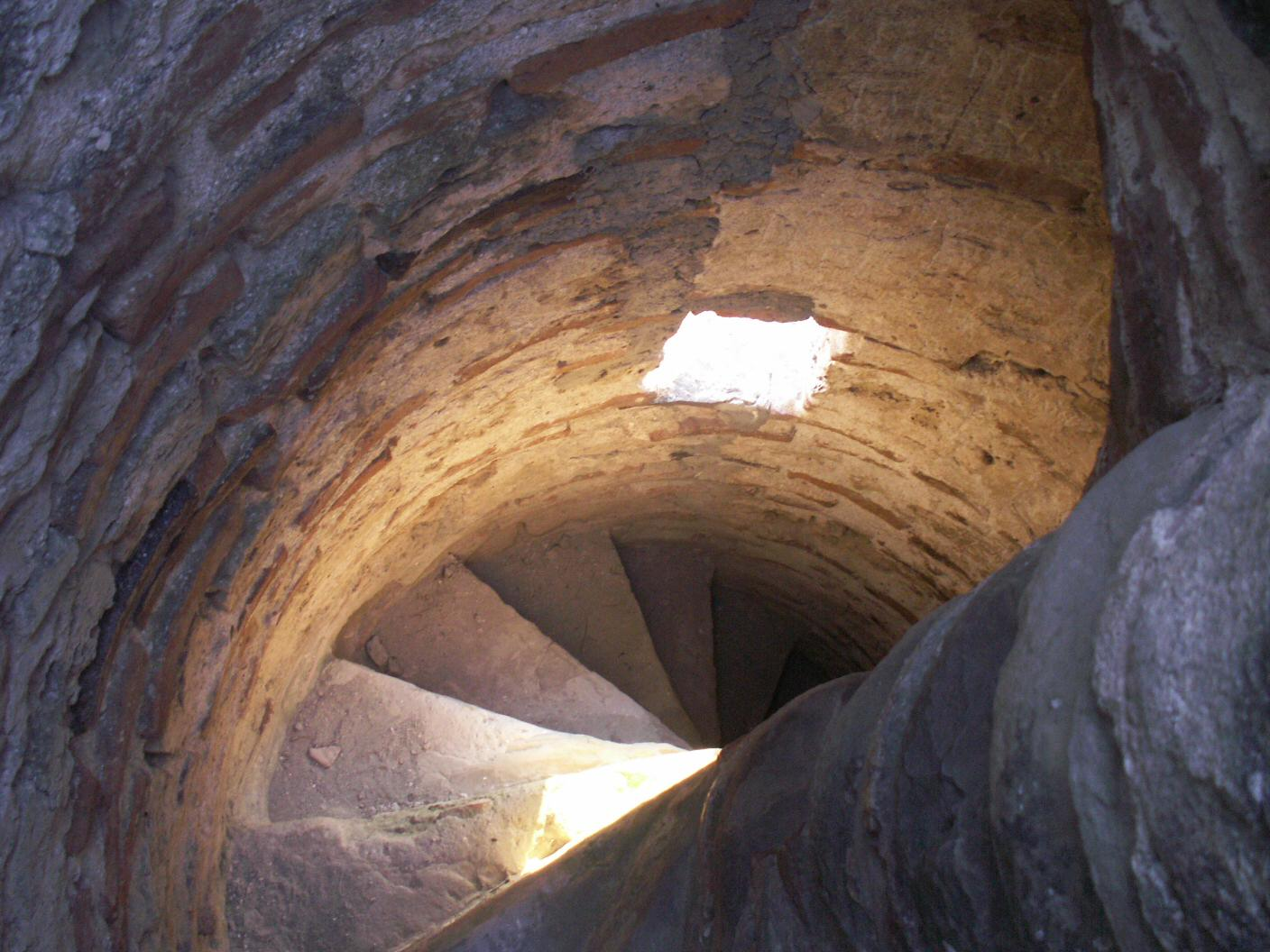
درج داخل المئذنة

المسجد يقع خارج بيرات. الأبعاد الأساسية للمسجد (9.9 - 9.1) متر وكان سقفه خشبيا. والمسجد مبني بالطوب الأحمر والحجر الجيري.
تقع المئذنة على اليسار من المدخل. الجزء الاسطواني في قمتها فريد من نوعه في الثقافة الإسلامية. داخلها درج دائري صغير يتيح الوصول إلى أعلى ويمكن من خلالها الاطلاع على القلعة والمدينة بزاوية 360 درجة.